# Maria Łuczyńska
Maria Łuczyńska (ur. 1943) – polska koszykarka, występująca na pozycji rozgrywającej, reprezentantka Polski, medalistka mistrzostw Polski.

## Osiągnięcia
Na podstawie, o ile nie zaznaczono inaczej.
Drużynowe
- 3. miejsce w Pucharze Europy Mistrzyń Krajowych (1967/1968)
- Mistrzyni Polski (1967, 1972)[3]
- Wicemistrzyni Polski (1966, 1968, 1971)
- Brązowa medalistka mistrzostw Polski (1964, 1969)
- Finalistka Pucharu Polski (1965, 1969)
- Awans do najwyższej klasy rozgrywowej (I ligi – 1959, 1962)

Reprezentacja
- Brązowa medalistka mistrzostw Europy (1968)[4][5]